# Atlantam tam
Atlantam tam è stato un programma televisivo italiano di genere talk show sportivo, andato in onda su Rai 1 nell'estate 1996 durante il periodo delle Olimpiadi di Atlanta. La conduzione era affidata a Fabrizio Frizzi, con la partecipazione di Clarissa Burt e frequenti incursioni comiche di Lucio Caizzi.

## Il programma
Organizzato con la collaborazione della TGS, la Testata Giornalistica Sportiva RAI, il programma ebbe avvio il 18 luglio 1996 e si concluse il 4 agosto successivo; andava in onda in diretta da Atlanta tutte le sere alle ore 18.50 fino a poco prima del TG1 delle 20 (orario italiano).
La trasmissione era un talk show tematico sulle Olimpiadi in corso di svolgimento, in essa si alternavano momenti di interviste ai vari protagonisti sportivi, reduci dalle gare olimpiche, interventi di giornalisti e opinionisti, con momenti di varietà e gioco in studio. 